# Neşet Ertaş
Neşet Ertaş (1938 en Çiçekdağı, Kırşehir - 25 de septiembre de 2012 en Esmirna) fue un cantante de música folclórica turca, compositor de letras musicales y un virtuoso del bağlama, instrumento tradicional turco. Su profesión en turco se conoce como halk ozanı, que literalmente significa "bardo folclórico".
Nació en 1938, en Kırtıllar, una aldea en Kırşehir, su padre fue Muharrem Ertaş, también un halk ozanı, y su madre Döne Koç. Neşet Ertaş fue a la escuela primaria durante sólo dos años. Antes de comenzar la escuela primaria, él tocaba el violín, y luego el saz (el instrumento nacional turco, bağlama).
Neşet Ertaş interpretó piezas musicales de la tradición Abdal - turcomano, después de su padre. Con su contundente bağlama, su cálida voz pura y lenguaje simple, Neşet Ertaş reunió a la gente de Anatolia Central, y luego todo el país.
Ertaş murió el 25 de septiembre de 2012 en un hospital de Esmirna a la edad de 74 años, donde fue trasladado dos semanas antes para un tratamiento de cáncer.